# Musique occitane
 (novembre 2017).

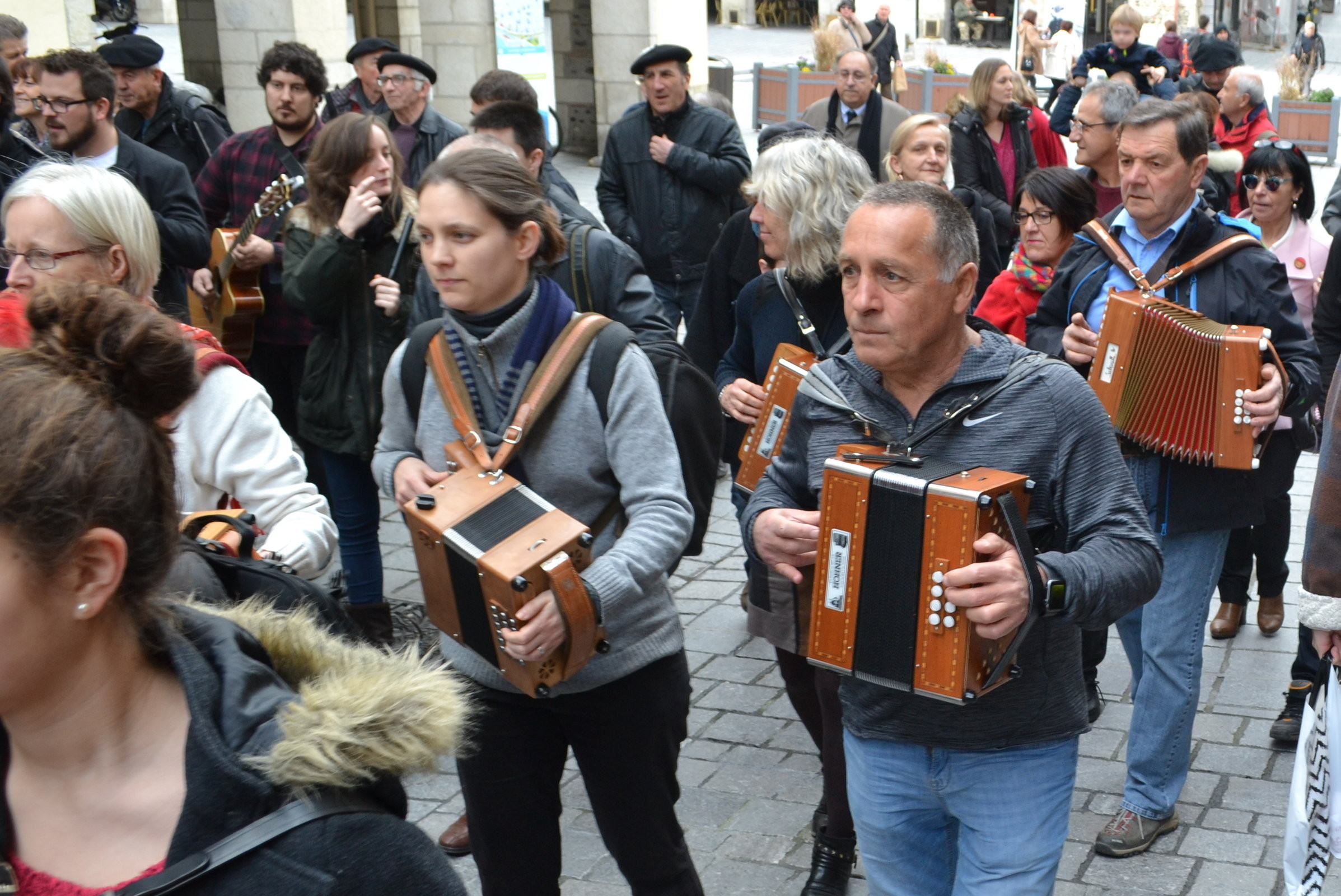
« Bal en vila » à Pau en mars 2016.

On appelle musique occitane la musique qui utilise le chant en occitan ou la musique traditionnelle des régions situées dans l'aire linguistique de l'occitan.

## Présentation
Il y a trois types de musique en occitan : la musique traditionnelle, la musique classique (principalement représentée par les chants d'Auvergne de Joseph Canteloube) et la musique actuelle. Il est cependant souvent difficile de "classer" un groupe (ou chanteur) dans les catégories musique traditionnelle ou musique actuelle. Beaucoup de groupes actuels choisissant la langue occitane partent en effet de chants ou rythmes traditionnels qu'ils mélangent avec d'autres styles de musiques (comme le ska, le rock, le dub ou l'electro) pour créer leur chansons, albums, etc. Les plus célèbres représentants sont le Massilia Sound System, les Fabulous Trobadors, les béarnais Nadau les périgourdins Peiraguda ou encore La Talvera.
Pendant les années 1970 jusqu'au milieu 1980, la musique occitane opposait musique traditionnelle "codex" et chanson à texte[réf. nécessaire], engagée (avec Claudi Martí, par exemple). Au milieu des années 1980, la tendance consista à mettre de l'occitan sur les courants musicaux nouveaux (le rock avec Nadau, le rap avec les Fabulous Trobadors ou le ragga avec Massilia Sound System). Ces groupes-là posaient le fait de l'occitan dans leur musique, abandonnant plus ou moins la structure traditionnelle mais permettant une familiarisation plus facile pour le néophyte avec l'occitan en général. Depuis la fin des années 1990, bon nombre de groupes tentent une évolution (et non assimilation) de la base traditionnelle (tant au niveau des airs que de sa forme) vers les musiques actuelles, créant ainsi une "nouvelle musique traditionnelle", comme Dupain, Lo Còr de la Plana, Gadalzen, Familha Artús, Eydolon ou Loule Sabronde.

## Groupes et chanteurs
De nombreux groupes et chanteurs contemporains utilisent la langue occitane dans leurs chansons

### Traditionnel et troubadours
- Canta-craba, fanfare traditionnelle.
- Castanha é Vinovèl, bal.
- La Contra-Clau, chant troubadours.
- Gacha Empega, polyphonie.
- Gaia Voci, polyphonies.
- Renat Jurié, chant trad.
- La Contraclau, chants de troubadours
- La Forcelle, bal.
- Landiridi, chant trad.
- La Nòvia, chant trad.
- La Talvera, trad.
- Lumbrets, bal.
- Guillaume Lopez et ses diverses formations, trad.
- Jan dau Melhau, chanson trad.
- Pagalhós, polyphonies.
- Christian Salès (groupe OC), chant troubadours.
- Sirventés, chants de troubadours.
- Tafanari, bal.
- Tintorèla, bal.
- Joan Francés Tisnèr, chanson.
- Los Tresbadors, trad
- Vox Bigerri, polyphonie.
- Gérard Zuchetto, chant troubadours.

### Néo-traditionnel, musiques expérimentales
- Atal, electro-trad.
- Artús, rock in opposition, post-trad.
- Beluguetà, néo-polyphonie.
- Butor Stellaris, musique verte-électro
- Cocanha, neo-polyphonie.
- Coriandre, néo-bal.
- Corou de Berra néo-polyphonies.
- Delta Sònic, néo-bal
- D'En Haut: post-trad.
- Djé Baleti, néo-bal
- Du Bartàs, néo-trad.
- Eydolon, trip-hop/trad.
- Gadalzen, post-trad.
- Gai Saber, néo-trad.
- Garric, néo-bal.
- Gofannon, pagan-folk
- Gric de Prat, néo-trad
- La Brèiche, ambient-folk.
- La Mal Coiffée, néo-polyphonie.
- Les Mécanos, polyphonie franco-occitane
- Lo Còr de la Plana, néo-polyphonie.
- Malavalisc, polyphonie-freak
- MAQX, bal-quantique
- Marilis Orionaa, néo-trad.
- Sylvie Pullès, accordéon.
- San Salvador, neo-polyphonie.
- Sorne, neo-trad
- Stille Volk, pagan-folk.
- Joan Francés Tisnèr, néo-trad.
- Tres a cantar, néo-polyphonie.
- Zongar Tribal Baleti, néo-trad.

### Rock et dérivés
- Christian Almerge (ancien groupe Test), rock.
- Aorlhac, black-metal
- Arnapi, hard rock.
- Boisson Divine, rock-trad
- Bric a Drac, rock-metal.
- Les Cigales Engatsées, punk rock folk.
- Cortesia, folk rock latino
- Cortial X Cogane, rock progressif.
- Lou Dalfin, rock/ska.
- Diubiband, punk-rock parodique.
- Dupain, rock méditerranéen.
- Enlòc, punk rock.
- Gojats of Hédas, street-punk.
- Goulamas'k, ska-punk.
- Hantaoma, black-métal.
- Herrementari, slamming beatdown.
- Lou Quinse, black-métal.
- Lou Seriol, rock/ska.
- Sarralhèr, rock/fusion.
- Singlar Blou, rock'n roll parodique.
- Sonoloco, Metal Rock
- Traucaterme, Trad-Rock
- Tric-Trac, Hard Rock

### Rap, ragga, dub et dérivés
- Aital Aital, electro
- l'Art à Tatouille, Transrural beat occitan
- Alidé Sans, chanson folk, reggae, soul, rumba.
- Bombes 2 Bal, foro/contines.
- Lou Dàvi, Slam/Reggae.
- Doctors de Trobar, rap.
- Fabulous Trobadors, néo-rap.
- Joglar'vergne, ragga-dub.
- Massilia Sound System et les groupes qui en sont issus : Moussu T e lei Jovents, Oai Star, Soleil FX, ragga-dub.
- Mauresca Fracas Dub, reggae-hip hop.
- Nux Vomica, ragga-dub.
- Uèi, electro-dub.
- Kbek, rap/trap/boom bap.
- Urban Balèti, rap.
- Filhas, rap/electro.
- Crazy Al, rap/boom bap.

### Chansons contemporaines
- Ajaproun, chanson.
- Marcel Amont.
- Luc Aussibal, chanson rock.
- Gui Broglia, chanson.
- Jean-Louis et Roselyne Courtial, chanson-variété.
- Lou Dàvi & Pythéas, Chanson électro-oriental.
- Djé Balèti, chanson folk.
- Duo Calèu, chanson contemporaine occitane
- Edmond Duplan, chanson.
- Eric Fraj, chanson.
- Gaël Hemery, chanson camarguaise.
- Joanda, chanson.
- Lisa, chanson méditerranéenne.
- Lo Fogau, chanson folk, rock.
- Isabelle Loubère, chanson.
- Mans de Breish, chanson folk.
- Claudi Martí, chanson.
- Mauris Sgaravizzi, chanson folk
- Nadau (ex-Los de Nadau), chanson.
- Naviòls, chanson.
- Patric, chanson.
- Peiraguda, chanson folk.
- Joan-Pau Verdier, chanson rythm'n blues.
- Zine, chanson.

### Jazz, blues et dérivés
- Duo Trace, blues expérimental.
- Faydits, blues.
- Feràmia, jazz-electro
- Bernard Lubat, free jazz.
- Maogit, jazz expérimental.
- André Minvielle, jazz.
- Joan Francés Tisnèr, jazz.